# Suomen Ilmailumuseo
Il Suomen Ilmailumuseo (in italiano,  Museo dell'Aviazione Finlandese) è un museo aeronautico finlandese situato a Veromies, quartiere della città di Vantaa, nei pressi dell'Aeroporto di Helsinki-Vantaa.

## Storia
Il museo venne aperto nel 1972 presso un terminal dell'Aeroporto di Helsinki-Vantaa per opera dell'Ilmailumuseoyhdistys ry (Aviation Museum Society), fondata il 4 dicembre del 1969.
Il trasferimento nell'attuale struttura avvenne nel 1981.

## Collezione
Il museo ospita una collezione di 8 700 oggetti, una biblioteca con circa 16 500 volumi tra libri e riviste ed un archivio di 81 000 fotografie e diapositive.
Tra le 82 aerodine, ad ala fissa e rotante, esposte al pubblico, tra cui 22 alianti, le più rappresentative sono qui sotto elencate:

### Aerei

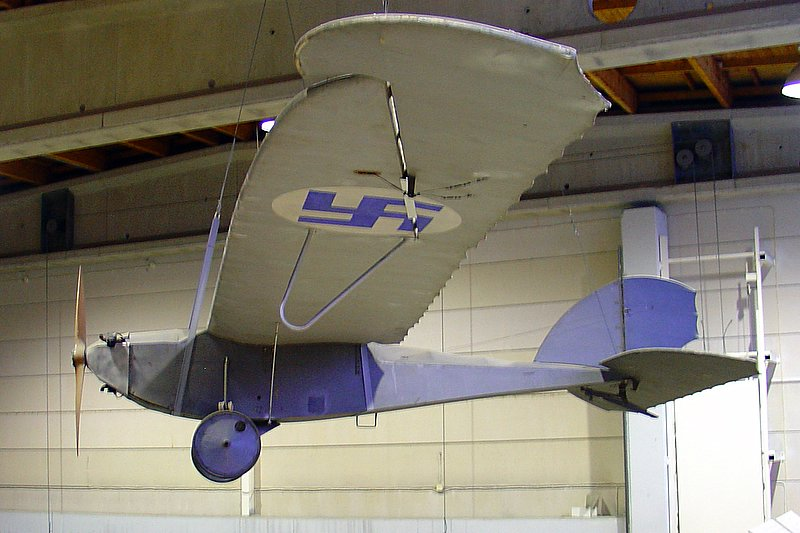
L'Adaridi AD 3 esposto al museo.

| - Adaridi AD 3 (unico esemplare esistente) - Atol 450 (fuori sede?) - Beechcraft 95-A55 Baron - Blomqvist-Nyberg, il secondo più vecchio velivolo finlandese - Caudron C.60 - Convair CV-440 Metropolitan - de Havilland Vampire F.B.52 e Vampire Trainer T.55 - de Havilland Canada DHC-2 Beaver - Douglas DC-2 (fusoliera) - Douglas DC-3 - Fieseler FI 156 K-1 Storch - Focke-Wulf Fw 44J Stieglitz - Folland Gnat Mk.1 - Fouga CM-170 A Magister | - Gloster Gamecock (relitto, solo fusoliera) - Heinonen HK-1 Keltiäinen - IVL A.22 Hansa - Junkers A 50c Junior - Karhumäki Karhu 48B - Klemm L 25 - Letov Š-218 A Smolik - Lockheed 18-07 Lodestar - Mikoyan-Gurevich MiG-21bis, due esemplari - Mikoyan-Gurevich MiG-21, due esemplari - Mahe Scout (ultraleggero) - Mignet HM-14 Taivaankirppu (replica) - Piper PA-28R-180 Cherokee Arrow | - Polikarpov UTI-4 (I-16 UTI) - Quickie - Saab 35 Draken, due esemplari - Saab 91D Safir - Sud Aviation Caravelle (simulatore) - Valmet Tuuli III (non in esposizione) - Valmet Vihuri solo parte anteriore della fusoliera - Viri replica - VL Pyry II - VL Sääski II - VL Tuisku - VL Viima II - Wassmer WA-54 Atlantic |

### Alianti

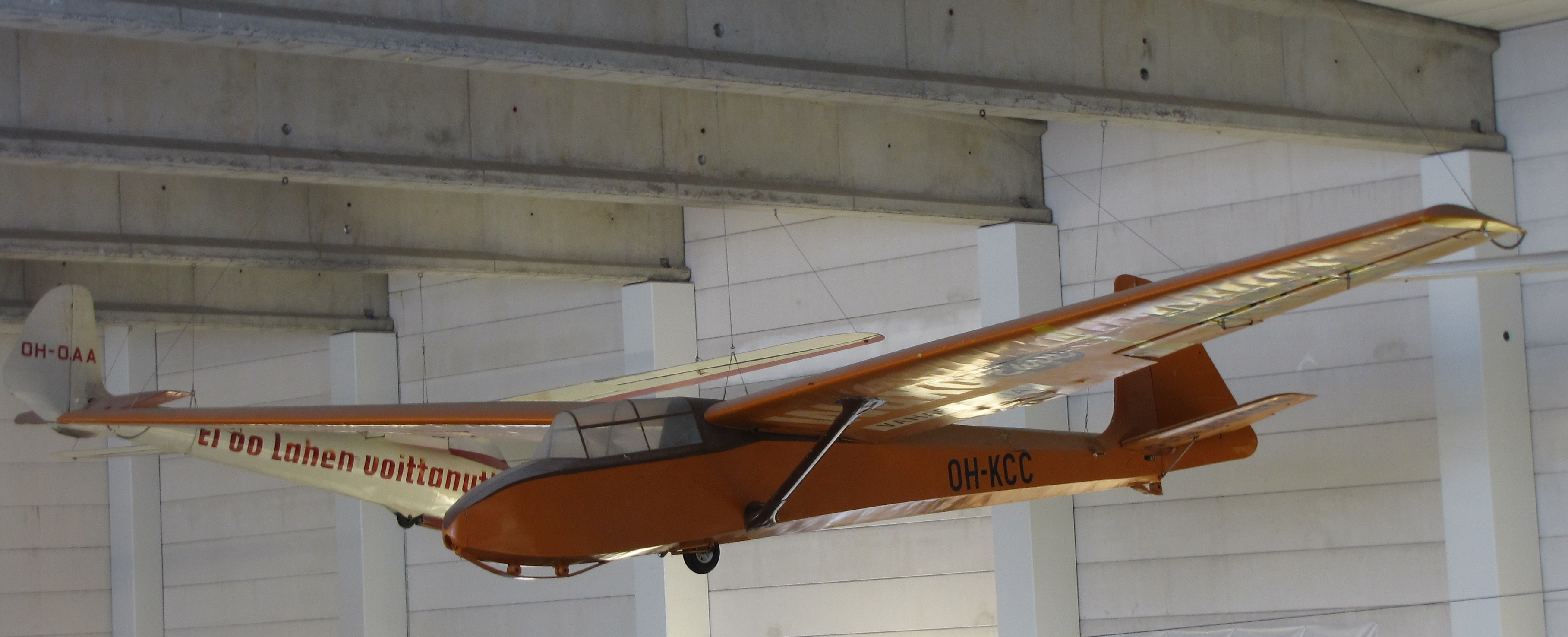
L'SZD-10bis Czapla A esposto al museo.

| - DFS 108-14 Schulgleiter (Schneider SG-38) - DFS 108-70 Olympia - Eklund TE-1 - Fibera KK-1e Utu, due esemplari - Schneider Grünau 8 - Schneider Grünau Baby IIb, due esemplari - Harakka I e II (PIK-7) - JT-6 (PIK 20E) - Kassel 12 A (2 esemplari, a Suomessa?) - LET L-13n-10 Blanik - PIK-3a Kanttikolmonen | - PIK-3c Kajava - PIK-5b - PIK-10 Moottoribaby - PIK-11 Tumppu - PIK-12 Gabriel - PIK-16c Vasama - PIK-20 - SZD-9bis 1c Bocian - SZD-10bis Czapla A - WWS-1 Salamandra |

### Elicotteri ed autogiro

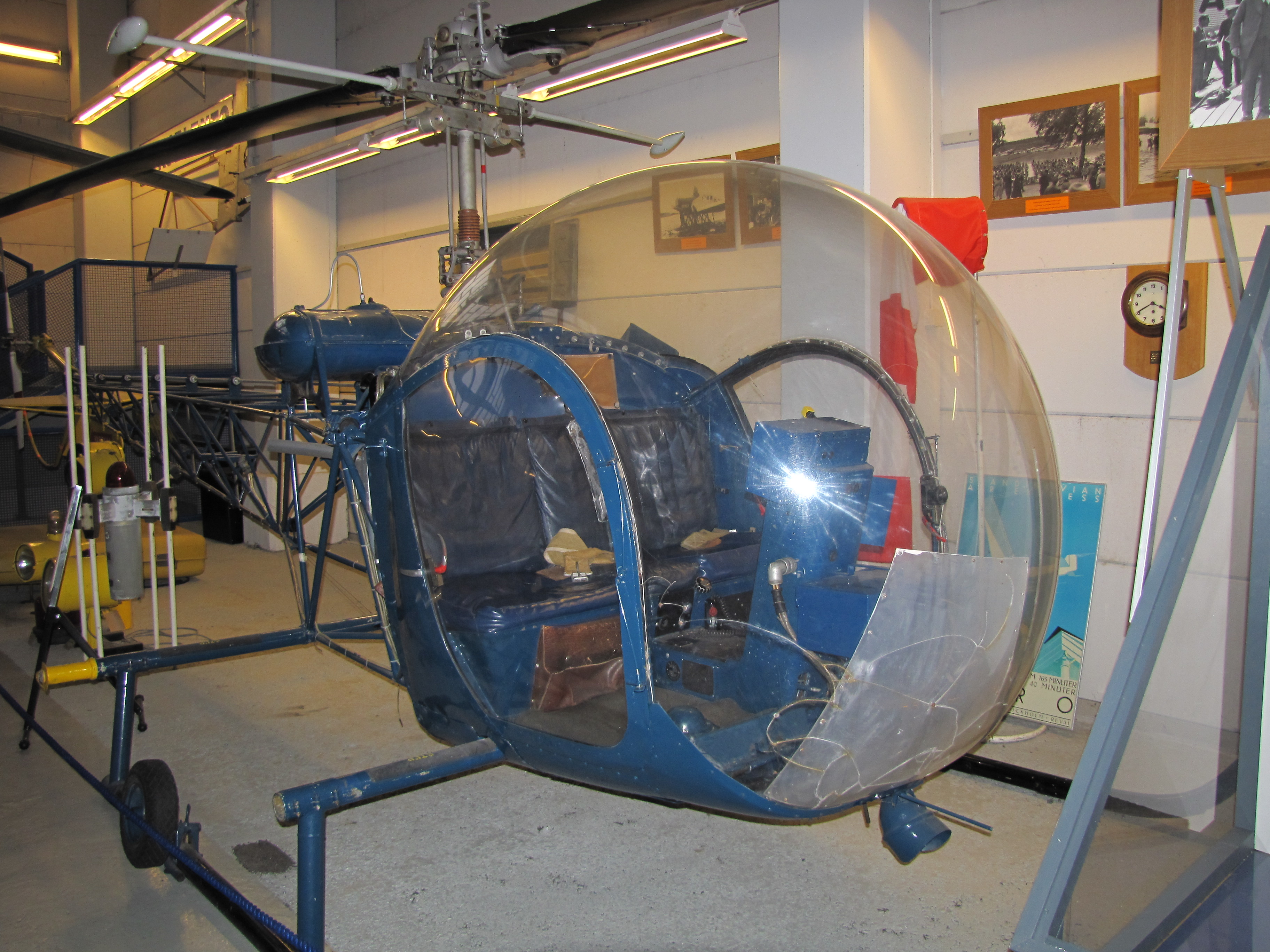
Il Bell 47D-1 della Suomen ilmavoimat, il primo elicottero che prestò servizio in Finlandia.

| - Beechcraft 95-A55 Baron - Bell 47D-1 - Kokkola KO-04 Super Upstart - autogiro - Mil Mi-4 | - Mil Mi-8P HS-6 - Mil MI-8T HS-1 - PZL SM-1SZ |

### Dirigibili e palloni aerostatici
- Ilmalaiva Colt GA-42 (solo gondola)
- Kuumailmapallo VK 3-1

La lista completa si può consultare sul sito internet del museo.